# Долно Камарци
Долно Камарци е село в Западна България. То се намира в Община Горна Малина, Софийска област.

## География
Село Долно Камарци се намира в планински район, на Подбалканския път София - Бургас, на 44 километра източно от столицата. Селото се намира в Долнокамарската котловина.
Долно Камарци е пътен възел. През селото минава жп линията София-Бургас. Първокласни пътища са: София-Бургас; Долно-Камарци – Горно Камарци – Ботевград /през прохода Витиня/. Второклсен път е Долно Камарци – Стъргел, а след Стъргел черен път през връх Баба – за Етрополе.
Селската река, течаща до центъра, дели селото на две: североизточна, разположена по започващия наклон на прохода Гълъбец и югозападна част, която е изцяло в равнинната част на котловината. Обособена е вилна зона по източния хълм, над гара Долно Камарци, която непрекъснато се разраства.

## История
Селото е дало свидни жертви на връх Шипка. Шест членове на тайния революционен комитет в с. Долно Камарци завършили борбата за освобождението на България като опълченци на Шипка 1877-1878 г. Техните досиета се съхраняват в Народната библиотека в София, ориент. отдел със съответни сигнатури като герои на Шипка увековечили имената си:
- Петко Колев Вълкин, съосновател и член на комитета, основан в неговия дом от В. Левски. Продължил да работи до Априлското въстание, след разгрома на което се прехвърлил в Румъния. Участвал в боевете при Стара Загора, Шипка, Шейново. Завърнал се у дома си в опълченска униформа и заварил съпругата си баба Вълка с печалната вест за смъртта на нейния син Георги.
- Георги Петков Колев – син на Петко Колев Вълкин, убит на Шипка.
- Бано Петков Къскатийски – участвал в конвоя, който придружавал турски големец до Стара Загора. След победата на Шипка се върнал с лъвче на чело.
- Христо Пешов Сепетчиев – зачислил се в опълченските дружини и участвал в боевете.
- Никола Иванов Велински – съосновател на революционния комитет, зачислил се в опълченската дружина. Участвал в боевете. Като всички опълченци получил народна пенсия.
- Димитър Стоянов Йотов /дядо Мито Стойов – Комитата/. В неговото досие се чете: Получил 22 дюлюма земя в с. Нови хан и с. Сегарлиево /сега с. Огняново/, търси още 28 до 50 дюлюма. Бил в първата дружина, зачислен във втора рота на 3.VI.1877 г. и преведен в първа рота на 1.VI.1878 г. Първа дружина взела активно участие в боевете на 19 юли 1877 г. при Стара Загора, на 9, 10, 11 и 12 август 1877 г. на Шипка; на 27 и 28 декември 1877 г. при Шейново. Починал на 17 часа на 17 май 1930 г.

## Културни и природни забележителности
Издигнат е паметник в чест на загиналите в руско-турската освободителна война в западния край на селото непосредствено до пътя от София и паметник на загиналите в Първата и Втората световна война в двора на училището. Паметниците са обект на поклонение от жители и гости на селото. Благодарение на щедри дарения от жители на селото са реставрирани църквата „Свети Георги“ в селото и манастира „Света Троица“ (Жоро, Цветко Мечкаров †, Хаджи Цонко и др.) намиращ се на близък хълм. От хълма се открива красива панорама към селото и долината.
Красивата природа на заобикалящите го от всички страни планински възвишения примамват любители на планински туризъм.

## Редовни събития
В селото ежегодно се провежда събор на Петдесетница, който се състои, както в центъра на селото, така и на близката поляна в планината при така нареченото Манастирче, което носи името „Света Троица“.

## Личности
- Давид Младенов (1888 – 1981) – български политик от БЗНС
- Васил Митаков (1891 – 1945) – български политик
- Павел С. Аршинков (1935 – 2012) – оператор на анимационно кино /Тримата глупаци/
- Младен Несторов (1929 - 2002) - кинорежисьор